# 유타 스타스
유타 스타스(영어: Utah Stars)는 유타주 솔트레이크시티를 연고지로 하는 1970년부터 1976년까지 ABA 서부 디비전 소속 프로 농구 팀이다. 홈경기장은 솔트 팰리스이다.
1979년부터 현재까지 같은 연고지(유타주 솔트레이크시티])에 유타 재즈(영어: Utah Jazz)가 있다.

## 역대 홈경기장
| 경기장      | 사용기간      | 수용인원 | 장소                  | 비고 |
| ----------- | ------------- | -------- | --------------------- | ---- |
| 유타 스타스 |               |          |                       |      |
| 솔트 팰리스 | 1970년~1976년 | 12,616명 | 유타주 솔트레이크시티 | 빈칸 |

## 역대 감독
| 유타 스타스 |               |
| 빌 셔먼     | 1970년~1971년 |
| 라델 앤더슨 | 1971년~1973년 |
| 조 멀라니   | 1973년~1974년 |
| 벅키 벅월터 | 1974년~1975년 |
| 톰 니살크   | 1975년~1976년 |

## 같이 보기
- 유타 재즈
- 솔트레이크시티 스타스
- 유타 스타즈